# Stomatologija
Stomatologija je veja medicine (oz. zobozdravstva), ki deluje na področju bolezni ust, čeljusti in zob.
Zdravnik-specialist, ki deluje na tem področju, se imenuje stomatolog ali doktor dentalne medicine.